# Alec Brook
Alec Brook (* um 1911; † 6. November 1986) war ein englischer Tischtennisspieler, der von 1933 bis 1954 an sechs Weltmeisterschaften teilnahm.

## Werdegang
Alec Brook nahm erstmals 1933 an einer Weltmeisterschaft teil. Dabei gewann er mit der englischen Mannschaft Bronze. Bei seinen weiteren WM-Aktivitäten 1935, 1938, 1947, 1948 und 1954 kam er nicht in die Nähe von Medaillen.
Nach dem Ende seiner aktiven Laufbahn betrieb er ein Geschäft mit Tischtenniszubehör. Zudem bestritt er zahlreiche Schaukämpfe in Europa und Afrika, etwa 1947 mit Richard Bergmann, 1959 mit Victor Barna, sowie in den 1950er Jahren mit Charles Seaman. 1965 trainierte er die nigerianischen Nationalspieler als Vorbereitung zur bevorstehenden WM.

## Privat
Alec Brook war verheiratet und hatte zwei Töchter.

## Turnierergebnisse
| Verband | Veranstaltung     | Jahr | Ort     | Land | Einzel     | Doppel    | Mixed        | Team |
| ------- | ----------------- | ---- | ------- | ---- | ---------- | --------- | ------------ | ---- |
| ENG     | Weltmeisterschaft | 1954 | Wembley | ENG  | Qual       | Scratched | keine Teiln. |      |
| ENG     | Weltmeisterschaft | 1948 | Wembley | ENG  | Qual       | Qual      | letzte 64    |      |
| ENG     | Weltmeisterschaft | 1947 | Paris   | FRA  | letzte 128 | letzte 64 | letzte 64    |      |
| ENG     | Weltmeisterschaft | 1938 | Wembley | ENG  | letzte 128 | letzte 64 | letzte 16    |      |
| ENG     | Weltmeisterschaft | 1935 | Wembley | ENG  | letzte 64  | letzte 64 | letzte 16    |      |
| ENG     | Weltmeisterschaft | 1933 | Baden   | AUT  | letzte 64  | letzte 32 | keine Teiln. | 3    |